# Gmina Złotów
Gmina Złotów là một gmina nông thôn (khu hành chính) ở quận Złotów, Voivodeship Greater Ba Lan, ở phía tây trung tâm Ba Lan. Khu vực hành chính của nó là thị trấn Złotów, mặc dù thị trấn không phải là một phần của lãnh thổ của gmina.
Gmina có diện tích 292,5 kilômét vuông (112,9 dặm vuông Anh) và tính đến năm 2006, tổng dân số của nó là 9.052 người.

## Làng
Gmina zlotow chứa các làng và các khu định cư như Bielawa, Blękwit, Bługowiec, Bługowo, Buntowo, Dzierzążenko, Franciszkowo, Gajek, Górzna, Grodno, Józefowo, Kaczochy, Kamień, Kleszczyna, Kleszczynka, Klukowo, Kobylnik, Krzywa Wies, Krzywa Wies-Leśniczówka, Łopienko, Międzybłocie, Nowa Kleszczyna, Nowa Święta, Nowa Święta-Leśniczówka, Nowa Święta-Osada, Nowiny, Nowiny-Osada, Nowy Dwór, Pieczyn, Pieczynek, Płosków, Radawnica, Rosochy, Rudná, Skic, Sławianówko, Sławianowo, Stare Dzierząźno, Stawnica, Stawno, Święta, Wąsosz, Wielatowo và Zalesie.

## Gmina lân cận
Gmina Złotów giáp với thị trấn Złotów và với các gmina của Jastrowie, Krajenka, Lipka, obżenica, Okonek, Tarnówka, Więcbork, Wysoka và Zakrzewo.